# Oleria flora
Oleria flora är en fjärilsart som beskrevs av Pieter Cramer 1782. Oleria flora ingår i släktet Oleria och familjen praktfjärilar. Inga underarter finns listade i Catalogue of Life.

## Bildgalleri

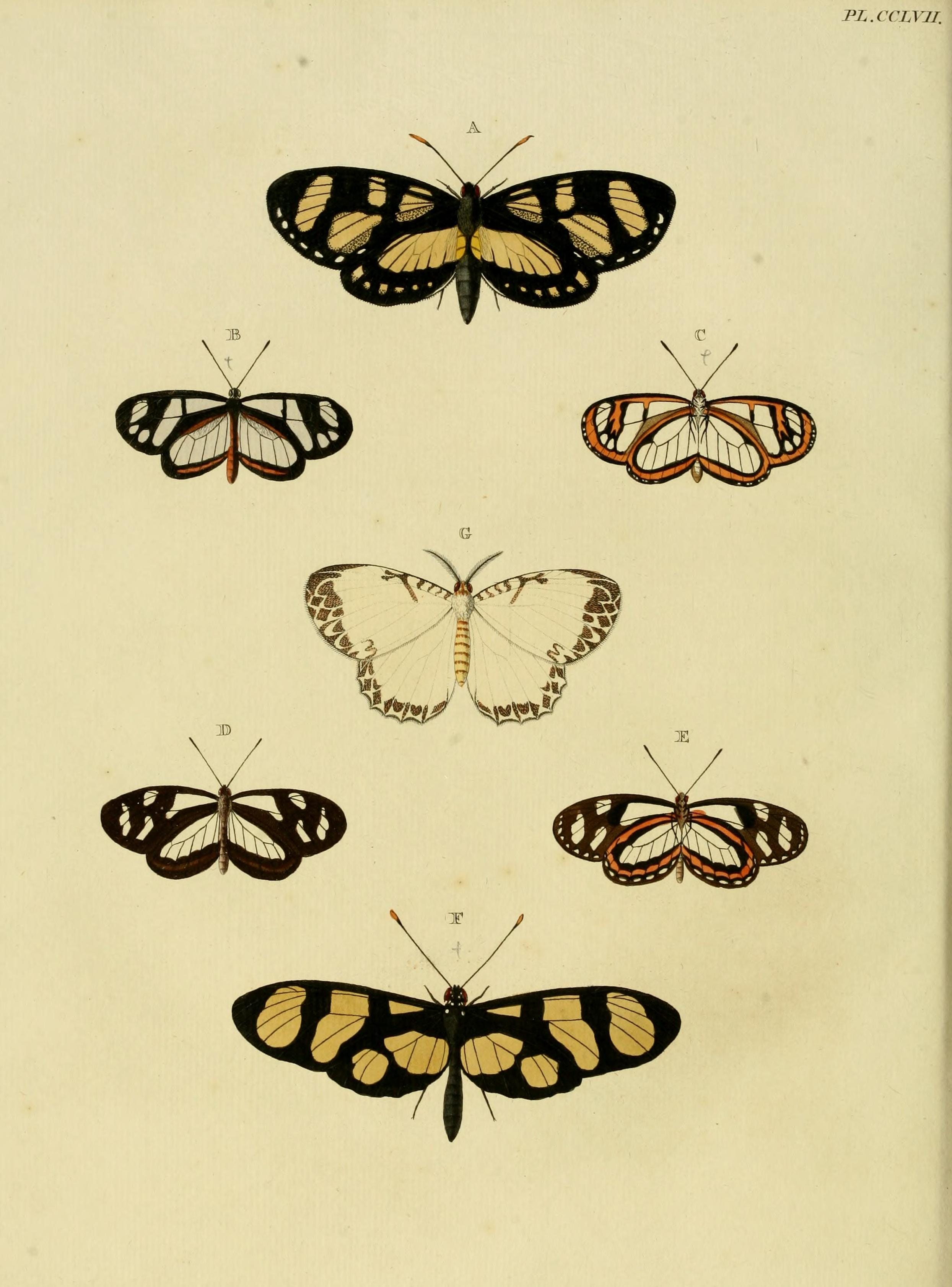
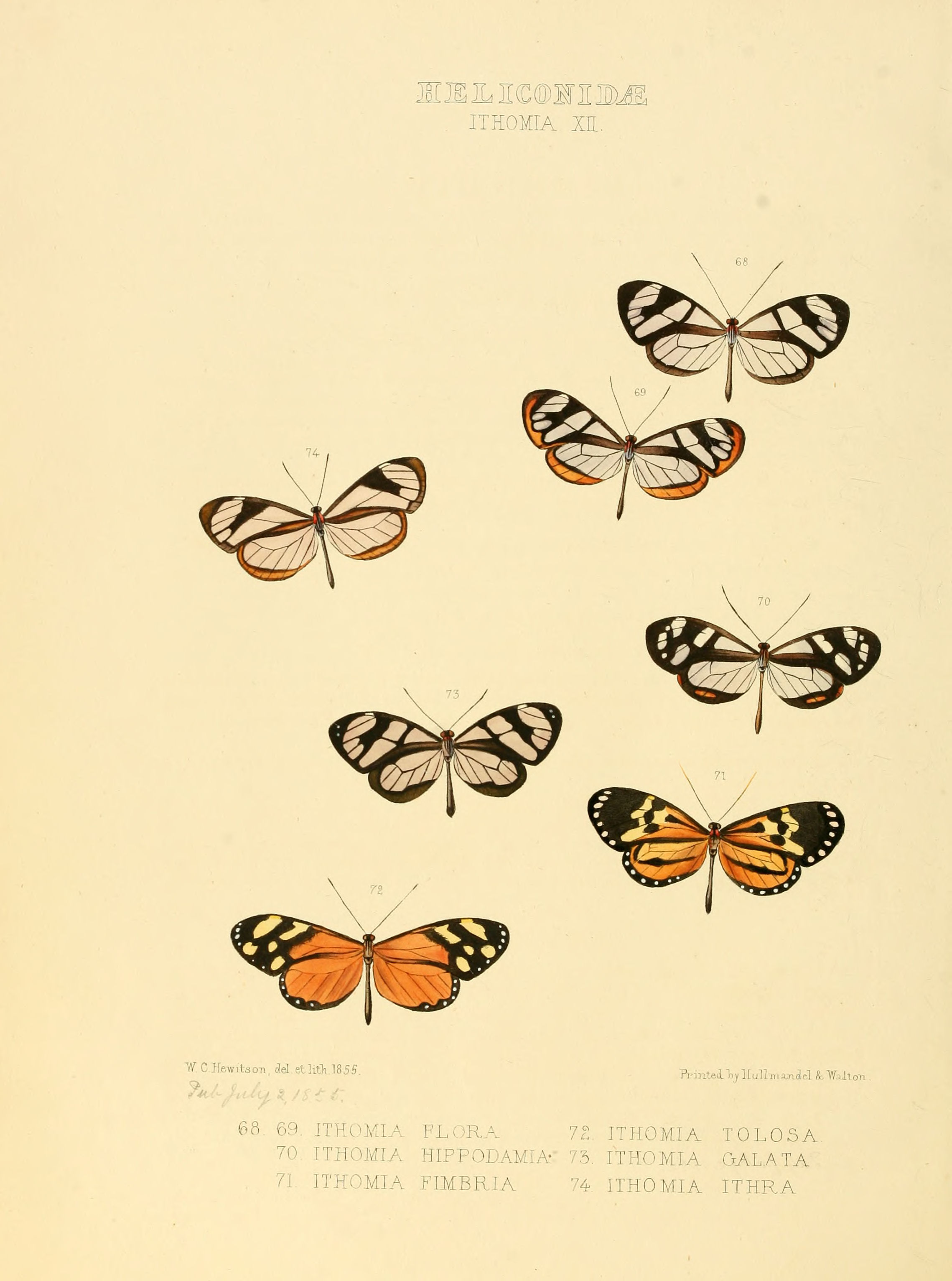